# Itzac
Itzac – miejscowość i gmina we Francji, w regionie Oksytania, w departamencie Tarn.
Według danych na rok 1990 gminę zamieszkiwało 98 osób, a gęstość zaludnienia wynosiła 9 osób/km² (wśród 3020 gmin regionu Midi-Pireneje Itzac plasuje się na 965. miejscu pod względem liczby ludności, natomiast pod względem powierzchni na miejscu 1023.).